# Raquel García Hermida-van der Walle
Raquel García Hermida-van der Walle (ur. 28 maja 1983 w Madrycie) – holenderska polityczka pochodzenia hiszpańskiego, posłanka do Parlamentu Europejskiego X kadencji.

## Życiorys
W 2006 uzyskała licencjat z dziennikarstwa na Uniwersytecie Complutense w Madrycie. Pracowała jako redaktorka magazynu i w strukturach lokalnego ugrupowania, od 2009 była zatrudniona w hiszpańskim oddziale organizacji społecznej Survival International. W 2012 przeprowadziła się do Holandii, uzyskała później obywatelstwo tego państwa. W latach 2013–2020 kierowała działem legislacji i polityki w działającej na rzecz dobrostanu zwierząt fundacji Stichting AAP, później do 2023 była dyrektorką biblioteki w Hoogeveen.
Zaangażowała się w działalność polityczną w ramach Demokratów 66. W wyborach w 2024 z ramienia D66 uzyskała mandat eurodeputowanej X kadencji.